# 전재욱
전재욱(全載旭, 1939년 ~, 강원도 고성군)은 4년제인 경동대학교, 전문대인 경복대학, 동우대학 등 3개 대학과 수원시에 위치한 동원고등학교, 동우여자고등학교의 설립자이다.
운수업으로 돈을 벌었고, 자유총연맹 서울지부장을 지냈다.
1998년부터 2006년까지는 전문대인 경문대(현 국제대)도 운영했다.
그의 호는 우당(祐堂)이다.

## 같이 보기
- 경동대학교
- 경복대학교
- 동우대학교
- 동원고등학교
- 동우여자고등학교